# 加图 (纽约州)
加图（英語：Cato）是位于美国纽约州卡尤加县的一个镇，地处卡尤加县北部、雪城西北，建于1802年。2010年美国人口普查时，该镇有2537人。其名称来源于古罗马政治家老加图。